# Ciclismo nos Jogos Olímpicos de Verão de 2012 - Estrada contra o relógio feminino
A prova de estrada contra o relógio feminino do ciclismo nos Jogos Olímpicos de Verão de 2012 foi disputada em 1 de agosto com percurso entre a região sudoeste de Londres e Surrey.

## Calendário
Horário local (UTC+1)
| Dia         | Horário | Fase  |
| ----------- | ------- | ----- |
| 1 de agosto | 12:30   | Final |

## Medalhistas
| Ouro   | USA Kristin Armstrong |
| Prata  | GER Judith Arndt      |
| Bronze | RUS Olga Zabelinskaya |

## Resultados

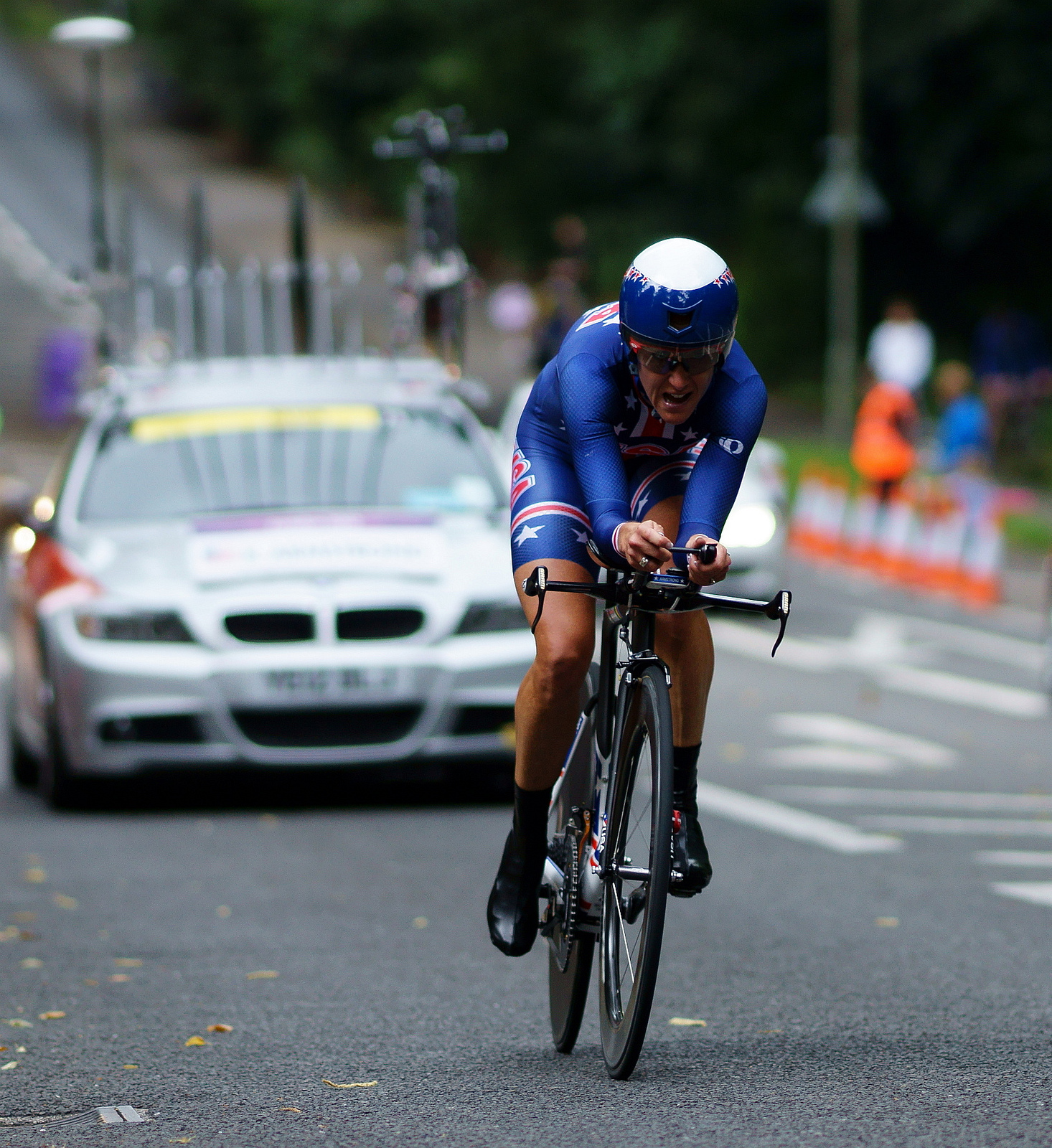
Kristin Armstrong na rota para a conquista de medalha de ouro.

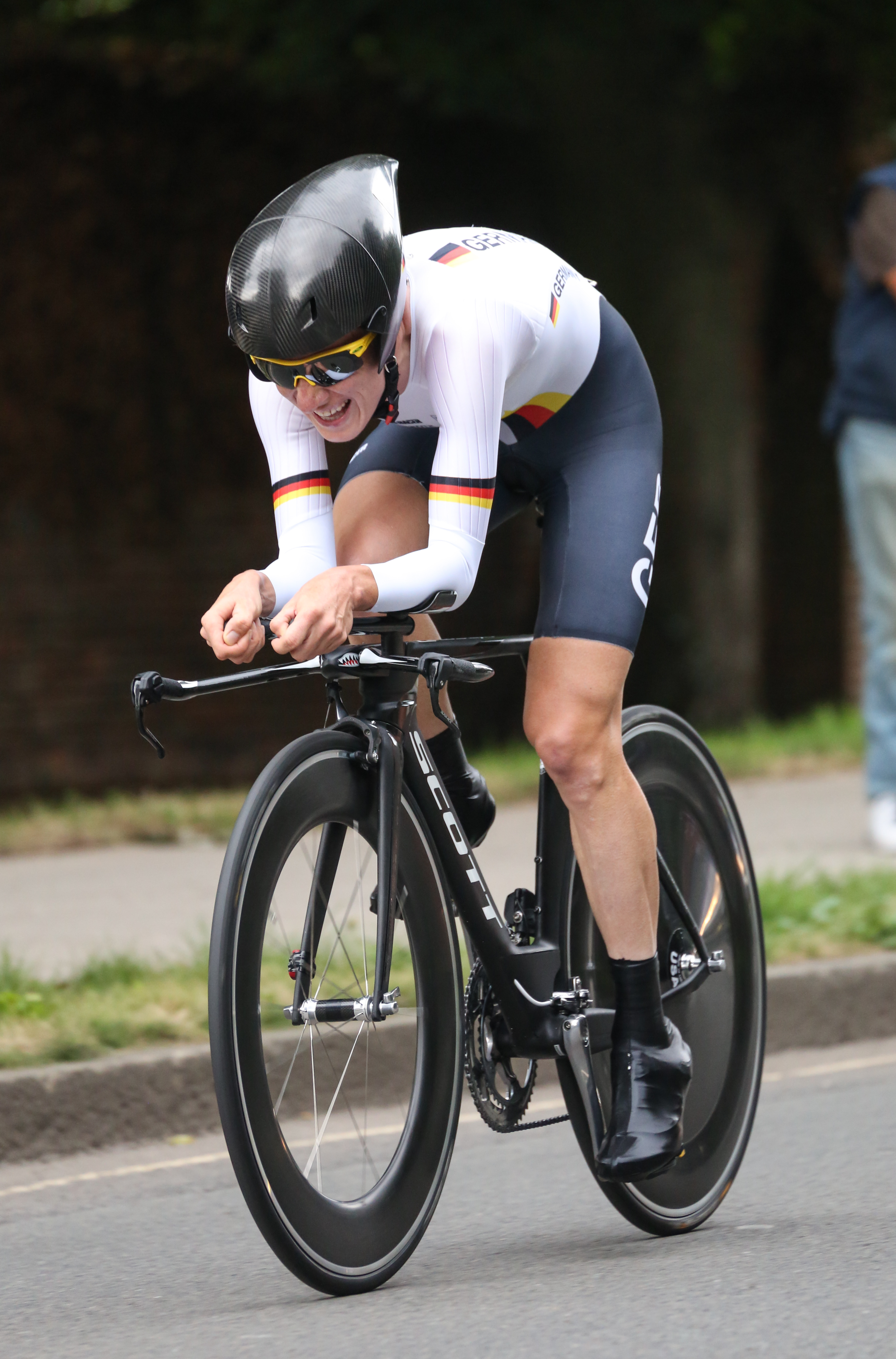
Judith Arndt, medalhista de prata no evento.

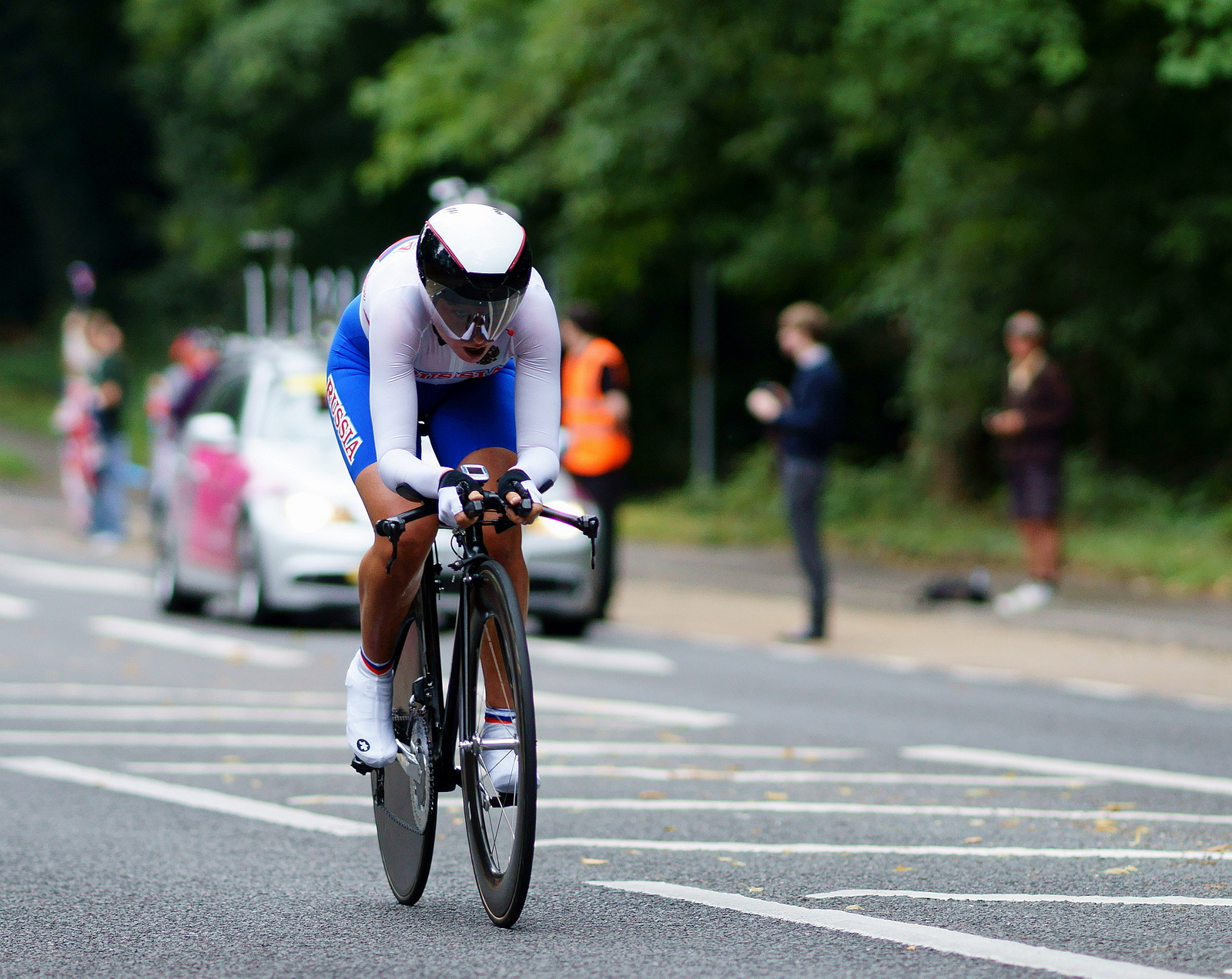
Olga Zabelinskaya obteve a medalha de bronze.

Vinte e quarto ciclistas disputaram o percurso de 29 quiômetros em uma volta contra o relógio.
| Pos.              | Ciclista               | Tempo    |
| ----------------- | ---------------------- | -------- |
| Medalha de ouro   | USA Kristin Armstrong  | 37:34.82 |
| Medalha de prata  | GER Judith Arndt       | 37:50.29 |
| Medalha de bronze | RUS Olga Zabelinskaya  | 37:57.35 |
| 4                 | NZL Linda Villumsen    | 37:59.18 |
| 5                 | CAN Clara Hughes       | 38:28.96 |
| 6                 | GBR Emma Pooley        | 38:37.70 |
| 7                 | USA Amber Neben        | 38:45.17 |
| 8                 | NED Ellen van Dijk     | 38:53.68 |
| 9                 | GER Trixi Worrack      | 39:20.73 |
| 10                | GBR Lizzie Armitstead  | 39:26.24 |
| 11                | FIN Pia Sundstedt      | 40:01.69 |
| 12                | RUS Tatiana Antoshina  | 40:12.49 |
| 13                | AUS Shara Gillow       | 40:25.03 |
| 14                | SWE Emma Johansson     | 40:38.56 |
| 15                | FRA Audrey Cordon      | 40:40.51 |
| 16                | NED Marianne Vos       | 40:40.79 |
| 17                | SWE Emilia Fahlin      | 41:15.86 |
| 18                | BRA Clemilda Fernandes | 41:25.39 |
| 19                | CAN Denise Ramsden     | 41:44.81 |
| 20                | AZE Elena Tchalykh     | 41:47.06 |
| 21                | ITA Tatiana Guderzo    | 41:48.94 |
| 22                | ITA Noemi Cantele      | 41:51.18 |
| 23                | BEL Liesbet De Vocht   | 42:08.28 |
| 24                | RSA Ashleigh Moolman   | 42:23.57 |